# Pet Reservoir
Das Pet Reservoir ist ein Stausee im Nordwesten des australischen Bundesstaates Tasmanien.
Er liegt am Unterlauf des Pet River, direkt südlich der Kleinstadt Ridgley. An seinem Westufer führt die Ridgley Highway (B18) entlang.